# Supetarska Draga
Supetarska Draga est une localité de Croatie située sur l'île de Rab et dans la municipalité de Rab, comitat de Primorje-Gorski Kotar. En 2001, la localité comptait 1 164 habitants.

## Démographie
| 1948  | 1953  | 1961  | 1971  | 1981  | 1991  | 2001  |
| ----- | ----- | ----- | ----- | ----- | ----- | ----- |
| 1 054 | 1 085 | 1 047 | 1 013 | 1 052 | 1 114 | 1 164 |